# Древняя Македония
Македония (др.-греч. Μακεδονία) — древнегреческое царство на периферии архаической и классической Греции, а затем — доминирующее государство эллинистической Греции. Царство было основано и первоначально управлялось царской династией Аргеадов, за которой последовали династии Антипатридов и Антигонидов. Изначально царство было сосредоточено в южной части Балканского полуострова, в северо-восточной части современной Греции и граничило с Эпиром на западе, Пеонией на севере, Фракией на востоке и Фессалией на юге.
До IV века до н. э. Македония была небольшим царством за пределами области, в которой доминировали великие города-государства Афины, Спарта и Фивы, и ненадолго подчинялась Ахеменидской Персии (см. Ахеменидская Македония). Во время правления царя Филиппа II (359—336 до н. э.) Македония подчинила себе материковую Грецию и фракийское Одрисское царство путём завоеваний и дипломатии. С реформированной армией, имевшей фалангу, Филипп II победил старые силы Афин и Фив в битве при Херонее в 338 году до н. э. Сын Филиппа II Александр Македонский, возглавляя федерацию греческих государств, выполнил цель своего отца по командованию всей Грецией, когда он разрушил Фивы после восстания города. Во время последующей завоевательной кампании Александра он сверг империю Ахеменидов и завоевал территорию, которая простиралась до реки Инд. В течение короткого периода его Македонская империя была самой могущественной в мире — новым эллинистическим государством, положившим начало переходу к новому периоду древнегреческой цивилизации. Греческое искусство и литература процветали на новых завоеванных землях, а достижения в философии, технике и науке распространились по большей части древнего мира. Особое значение имел вклад Аристотеля, наставника Александра, чьи труды стали краеугольным камнем западной философии.
После смерти Александра в 323 г. до н. э. последовали войны диадохов и раздел недолговечной империи Александра. Македония оставалась греческим культурным и политическим центром в Средиземноморском регионе наряду с Птолемеевским Египтом, империей Селевкидов и Пергамским царством. Важные города, такие как Пелла, Пидна и Амфиполис, были вовлечены в борьбу за власть за контроль над территорией. Новые города были основаны, такие как Фессалоники узурпатором Кассандром (названным в честь его жены Фессалоники Македонской). Упадок Македонии начался с Македонских войн и подъёма Рима как ведущей средиземноморской державы. В конце Третьей Македонской войны в 168 г. до н. э. македонская монархия была упразднена и была создана римская провинция Македония.
Македонские цари, которые обладали абсолютной властью и командовали государственными ресурсами, такими как золото и серебро, способствовали добыче полезных ископаемых для чеканки валюты, финансирования своих армий и, к правлению Филиппа II, македонского флота. В отличие от других государств-преемников диадохов, имперский культ, культивируемый Александром, никогда не был принят в Македонии, однако македонские правители, тем не менее, взяли на себя роль верховных жрецов царства и ведущих покровителей внутренних и международных культов эллинистической религии. Власть македонских царей теоретически была ограничена институтом армии, в то время как несколько муниципалитетов в рамках Македонского содружества пользовались высокой степенью автономии и даже имели демократические правительства с народными собраниями.

## Возникновение Македонии
В доисторический период Македония была территорией, через которую в Европу из Малой Азии проникали носители неолитических культур (подробнее см. Доисторическая Греция). В конце бронзового века в Македонию с севера вторгаются различные индоевропейские племена, часть которых направляется далее в Малую Азию, а часть — в Грецию.
Слово «Македония» происходит от греч. μακεδνός, что означает «высокий».
Первое Македонское государство было основано в VIII веке до н. э. или начале VII века до н. э. греческой династией Аргеадов — переселенцев из южного греческого города Аргоса (отсюда и название — Аргеады), возводивших своё происхождение к Гераклу. Первый царь Македонии — Пердикка I (по более поздним данным — Каран).

## Раннее царство
Мифическим основателем македонского государства называли Карана, отождествляемого с сыном аргосского царя Темена Архелаем. По Юстину, от Карана до последнего царя Македонии Персея прошло 924 года, что заставляет датировать правление Карана XI веком до н. э.
По Геродоту и Фукидиду, основателем царствующей династии считается Пердикка I, выходец из Аргоса, расположенного в восточной части Пелопоннеса. По македонским преданиям, он бежал в Македонию вместе с двумя братьями и сначала нанялся пастухом-козопасом. По свидетельству античных историков, македонские племена, жившие в бассейне реки Галиакмон (греч. Αλιάκμων или Αλιάκμονας) и прилегающих плоскогорьях, в VIII веке до н. э. начали своё движение на восток к побережью Эгейского моря и на север к реке Стримон (Στρυμών или Στρυμόνας), вытесняя, истребляя или ассимилируя местные племена иллирийского, фракийского, фригийского происхождения.
Унаследовавшая, как считалось, земли мифического царства Мидаса, Македония, возглавляемая династией Аргеадов, оформилась в самостоятельное государство при царе Александре I в начале V века до н. э. Именно при нём начинают чеканить царскую монету, при нём Македония, существовавшая долгое время в изоляции, вступила в контакт с Элладой, при нём территория страны значительно расширилась. До Александра I Македонию населяли различные племена, имевшие собственных вождей, и македонские цари властвовали лишь номинально в районе Центральной Македонии.
В начале V века Македония и прилегающие к ней земли были покорены полководцем Мардонием, отправленным персидским царём Дарием I на завоевание Греции. Персы помогли македонскому царю укрепить и расширить власть (см. Ахеменидская Македония). После поражения персов экспансия Македонского государства продолжалась, и преемник Александра, Пердикка II, почувствовал себя достаточно сильным для того, чтобы вступить в войну с Афинами (420-е г. до н. э.). Во время Пелопонесской войны Пердикка II использовал войска Спарты для подавления сепаратизма горных племён.
Во времена Аминты Македония представляла собой отсталую варварскую страну в окружении варварских народов, без больших городов и определённых границ, куда никто из греков не рисковал проникнуть, а персы даже не желали посылать войска для завоевания бедной труднодоступной местности.
Преемник Пердикки Архелай строил крепости, проводил дороги, создал регулярную армию. При нём значительно возросло культурное влияние Эллады в Македонии, знаменитый Еврипид жил при дворе царя и даже занимал официальную должность. В конце V века до н. э. Македония устанавливает власть в прилегающих греческих городах, Пидне и Лариссе. Границы Македонского царства пролегают примерно по реке Галиакмон на юге, разделяющей Македонию и Фессалию (область Эллады), Эгейского моря и до реки Стримон на востоке, отделяющей от Фракии. Пиндский хребет на западе отделяет Македонию от Эпира и Иллирии, в верхнем течении Аксий (Вардар или Axios в совр. Греции) служит границей на севере.
Вскоре после убийства Архелая (399 г. до н. э.) из-за неблагоприятных внешних факторов и внутренних смут Македонское царство ослабло. Цари в результате ожесточённой борьбы за престол сменялись быстро. К середине IV века до н. э. страна оказалась на грани развала.

## Становление Македонии

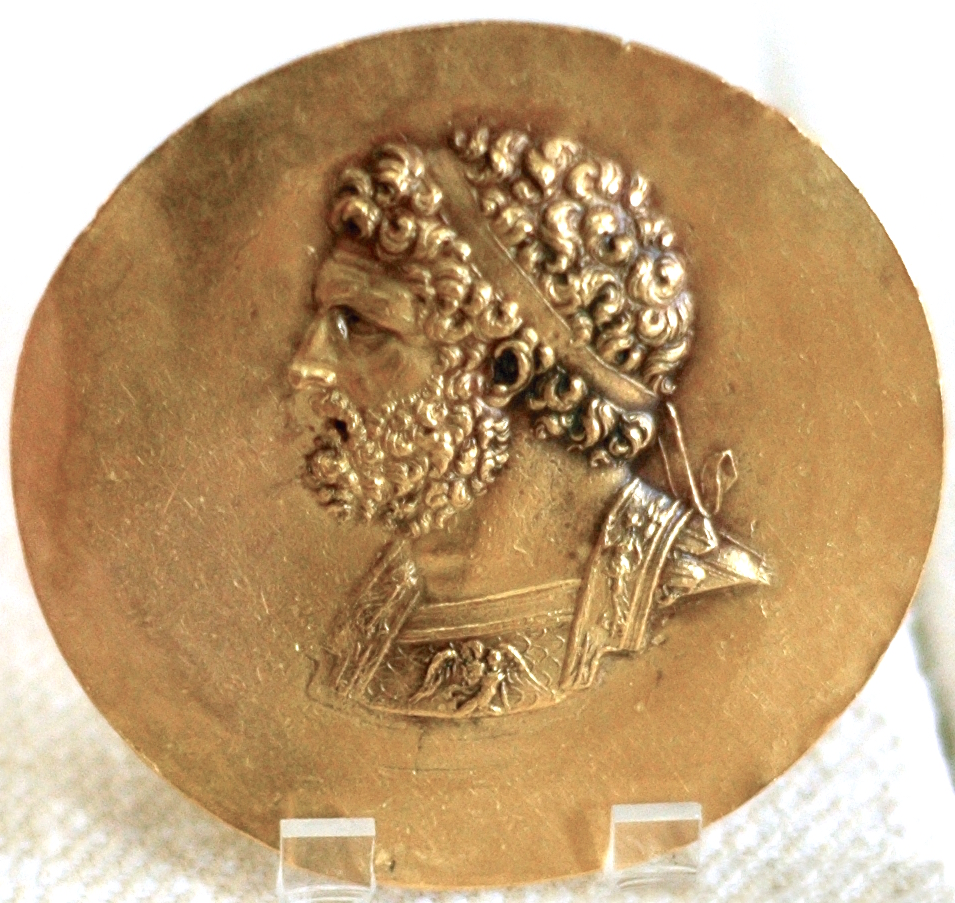
Филипп II Македонский

В 1-й половине IV в. до н. э. страна раздиралась междоусобной борьбой и появилась реальная угроза захвата страны фракийскими и иллирийскими племенами. Именно внешняя угроза позволила Филиппу II сконцентрировать вооружённые силы, отразить внешний напор и принудить к подчинению македонские кланы. Дальновидная, стратегически выверенная политика Филиппа укрепила государство и предопределила экспансию Македонского царства на территорию Эллады, к тому времени ослабленную нескончаемыми раздорами.

Македонское царство и зависимые государства в 336 до н. э.

При царе Филиппе II (359—336 до н. э.) территория Македонии расширилась и включила в себя богатый золотыми рудниками Пангей, Халкидику, все греческие города-полисы на фракийском побережье Эгейского моря, земли фракийцев на востоке, иллирийцев на западе и пеонов на севере. Эпир и Фессалия стали вассальными государствами Македонии. После битвы при Херонее вся материковая Эллада, исключая Спарту, признала зависимость от македонского царя. В своём отношении к Филиппу II греки раскололись: одни (Демосфен) рассматривали его как агрессора, душителя свободы Эллады, другие (Исократ) приветствовали как лидера, способного сплотить раздробленную Элладу.

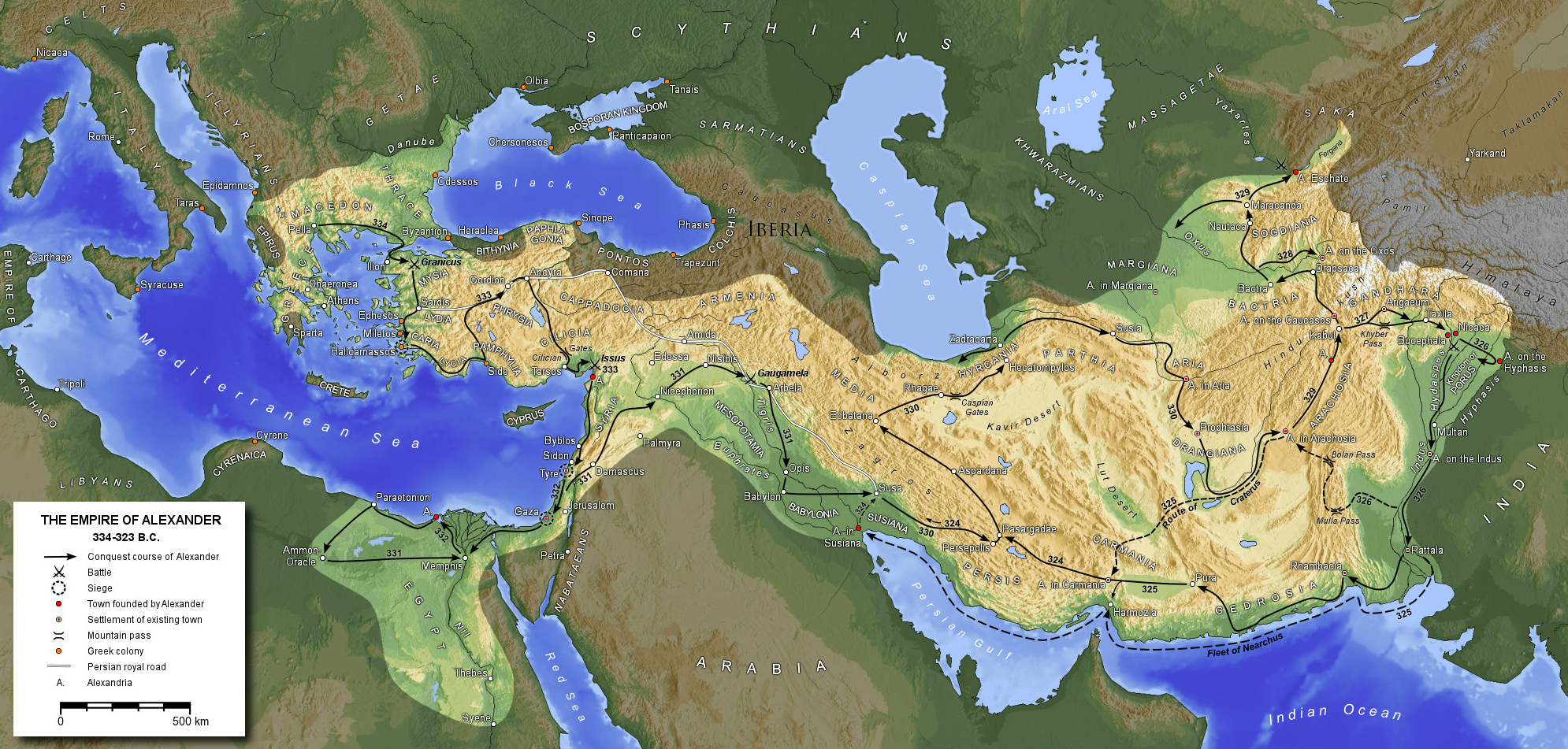
Поход Александра Македонского в Азию 336—323 гг. до н. э.

В этот период Македония находилась под сильнейшим культурным влиянием древнегреческих государств, сохраняя при этом древнюю самобытность. К примеру, архитектура дворцов в Пелле ближе к крито-микенскому стилю, нежели к классическому, хотя в силу политического уклада эллины предпочитали строить храмы вместо дворцов. Отличался также семейный уклад, полигамия допускалась, и у Филиппа II помимо Олимпиады, матери Александра, было ещё несколько жён, хотя все они обладали разным статусом. Македоняне той эпохи казались утонченным грекам грубыми и невежественными, нравами схожими с варварами. Религия македонян, хотя и имела фракийское влияние, не отличалась от религии остальных греков. Македоняне поклонялись богам Олимпа. Закончив приготовления к походу во владения Персии, Филипп II не успел осуществить задуманное. Он был убит, как и предыдущие македонские цари, но оставил сильную регулярную армию и крепкое государство.

## Македонская империя

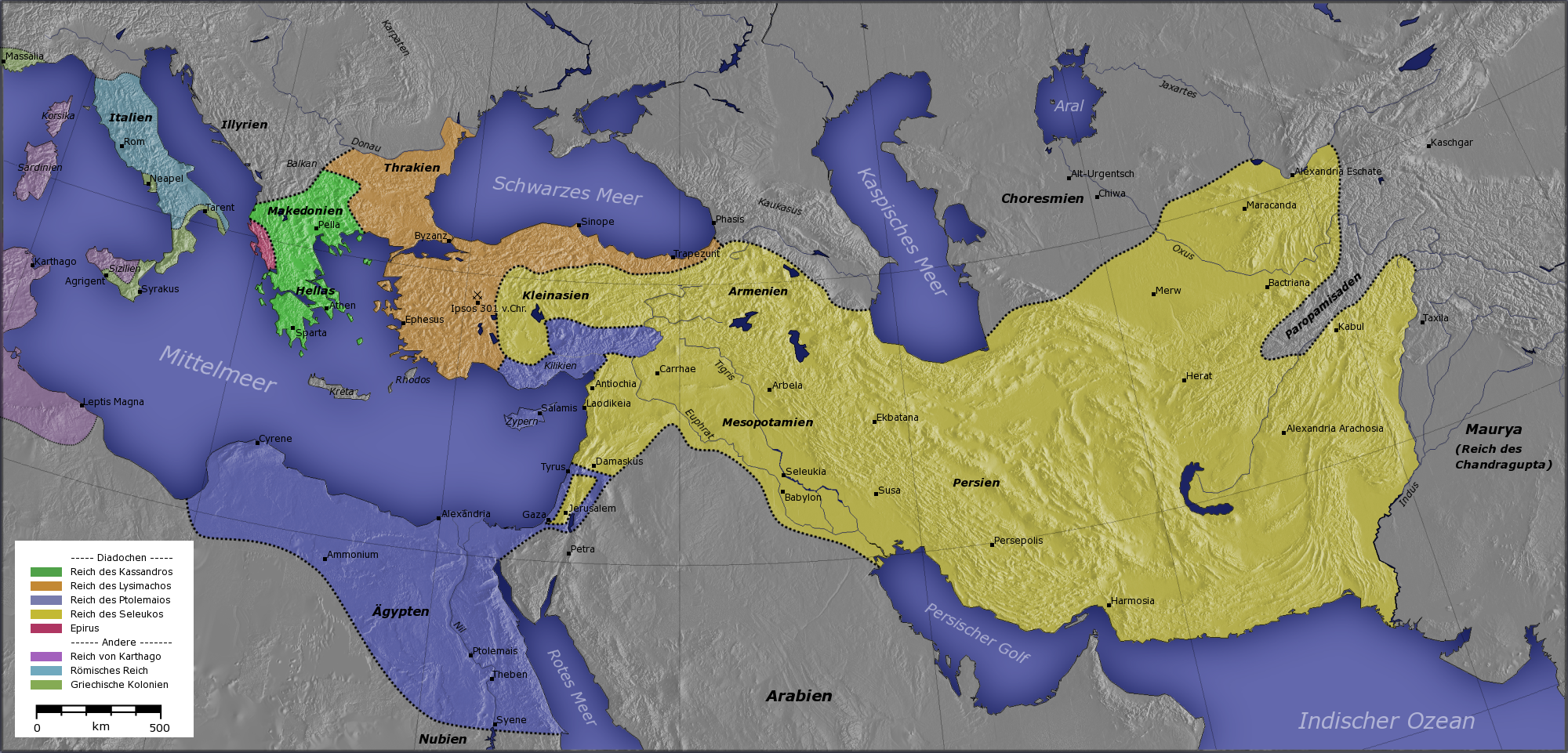
Раздел державы Александра Великого после битвы при Ипсе (301 до н. э.)

Сын Филиппа Александр III (Великий) (356—323 до н. э.) за время своего правления сумел расширить границы Македонского царства, включив в его состав не только греческие полисы, но и всю Персидскую империю, Древний Египет и частично Индию, и тем самым создав империю. Впрочем, вряд ли будет уместно называть космополитическую империю Александра Македонского царством, ведь после смерти самого завоевателя она просуществовала недолго, разделённая между его военачальниками — диадохами. Македония и Греция отошли одному из военачальников по имени Антигон I Одноглазый, основавшему династию Антигонидов. Самую большую часть империи включило государство Селевкидов.
Александр активно пользовался культурным наследием завоеванных держав, но при этом знакомил покоренные народы с культурой Греции и поощрял изучение греческих наук. И хотя новообразованная империя распалась вскоре после смерти Александра, её наследие сохранилось и позволило покоренным народам вступить в эпоху эллинизма. Население эллинистических стран Азии даже во II в. н. э. составляло более четверти населения Земли. Греческое койне более тысячелетия было языком международного общения большинства стран мира.

## Закат царства
Пирр, царь Македонии и Эпира, в 279 году до н. э. нанёс поражение римлянам, не снискав славы. Относительная малочисленность македонян не позволила сдержать натиск Римской республики, а Персей Македонский не оказал ожидаемого сопротивления захватчикам. Дорога к захвату Ахайи была открыта.
В 215 до н. э. Македония вступила в первую из трёх войн против Рима: результатом проигранных второй (197 до н. э.) и третьей (168 до н. э.) стало свержение правящей династии. Когда Македония была завоевана Римской республикой, страну разделили на четыре независимые друг от друга республики с аристократией во главе со столицами в Амфиполе, Салониках, Пелле, и Пелагонии, которые выплачивали дань Риму. В 149 до н. э. в Македонии появился некий самозванец Андриск, выдававший себя за умершего сына Персея Филиппа VI. Это привело к четвёртой Македонской войне. В 148 до н. э. римляне разбили Лжефилиппа. Итогом стало объявление Македонии римской провинцией в 146 до н. э.

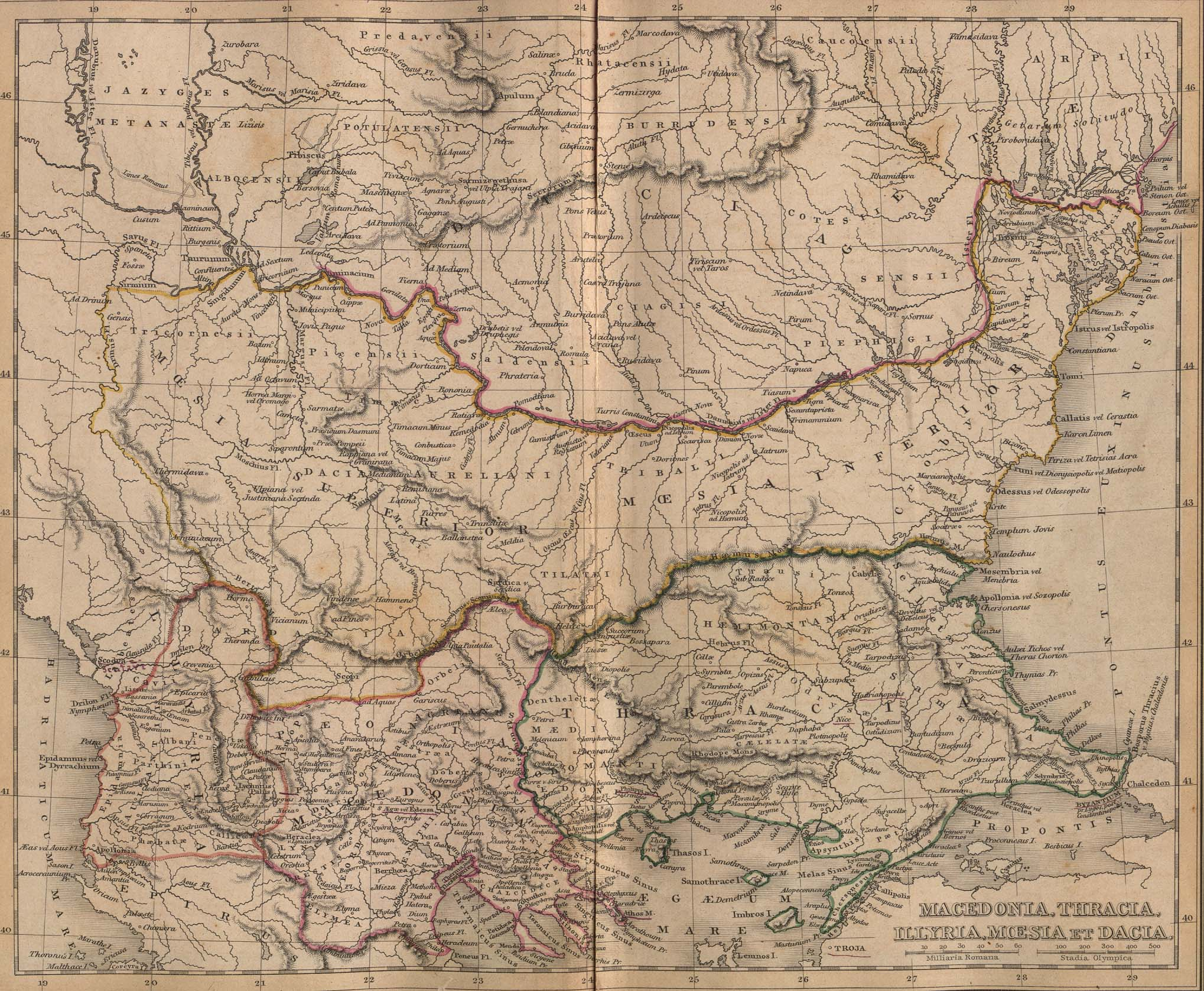
Древняя Македония и соседние территории — Иллирия, Мёзия, Фракия и Дакия в римские времена — карта из атласа Alexander G. Findlay. Classical Atlas to Illustrate Ancient Geography, New York, 1849.

Во время великого переселения народов на Македонию беспрестанно совершали набеги готы и авары; в VI—VII веках н. э. славянские племена основали там свои первые поселения.
После падения Константинополя в ходе четвёртого крестового похода (1204) латиняне и болгары развязали войну за право владеть Македонией; в итоге страна была поглощена Никейской империей в 1234.

## Язык
Язык македонян, бывший в употреблении до начала V века до н. э. и сохранявшийся в некоторых областях ещё в течение нескольких веков нашей эры, дошёл до нас менее чем в сотне коротких записей, сделанных Гесихием Александрийским в V веке. Этот язык был довольно близок греческому, являясь его диалектом. Древнемакедонский язык испытывал влияние дорического греческого, а с началом бурного культурного развития и тесного взаимодействия с другими государствами Эллады разница в языках начала сокращаться.
Вследствие крайне скудного лингвистического материала появилось множество точек зрения на происхождение древнемакедонского языка. Чаще всего его рассматривают как:
- диалект греческого языка с элементами иллирийского;
- диалект греческого языка с элементами иллирийского и фракийского;
- диалект греческого языка с элементами языка не индо-европейской группы;
- диалект иллирийского языка с элементами греческого;
- самостоятельный индоевропейский язык, родственный греческому, фракийскому и фригийскому.

## Религиозные верования
К V в. до н. э. македоняне, как и жители Греции, верили в одних и тех же греческих богов. В Македонии политическая и религиозная стороны жизни зачастую переплетались. Например, глава Амфиполиса также поклонился Асклепию, греческому богу медицины. Аналогичная ситуация была и в Кассандре, где священник и основатель города Кассандр номинально был её руководителем. Убежище Зевса было расположено в Дионе — селе, расположенном к северу от Олимпа. Верия же была посвящена Гераклу и покровительствовалась Деметрием II Этолийским (239—229 гг. до н. э.)
Тем временем, религиозные течения из Египта также поощрялись правительством. Например, в Салониках есть храм Сераписа — греко-египетского бога плодородия, изобилия. Однако македоняне связывались и с «международными течениями». Например, с культом Кабиров.

## Денежная система

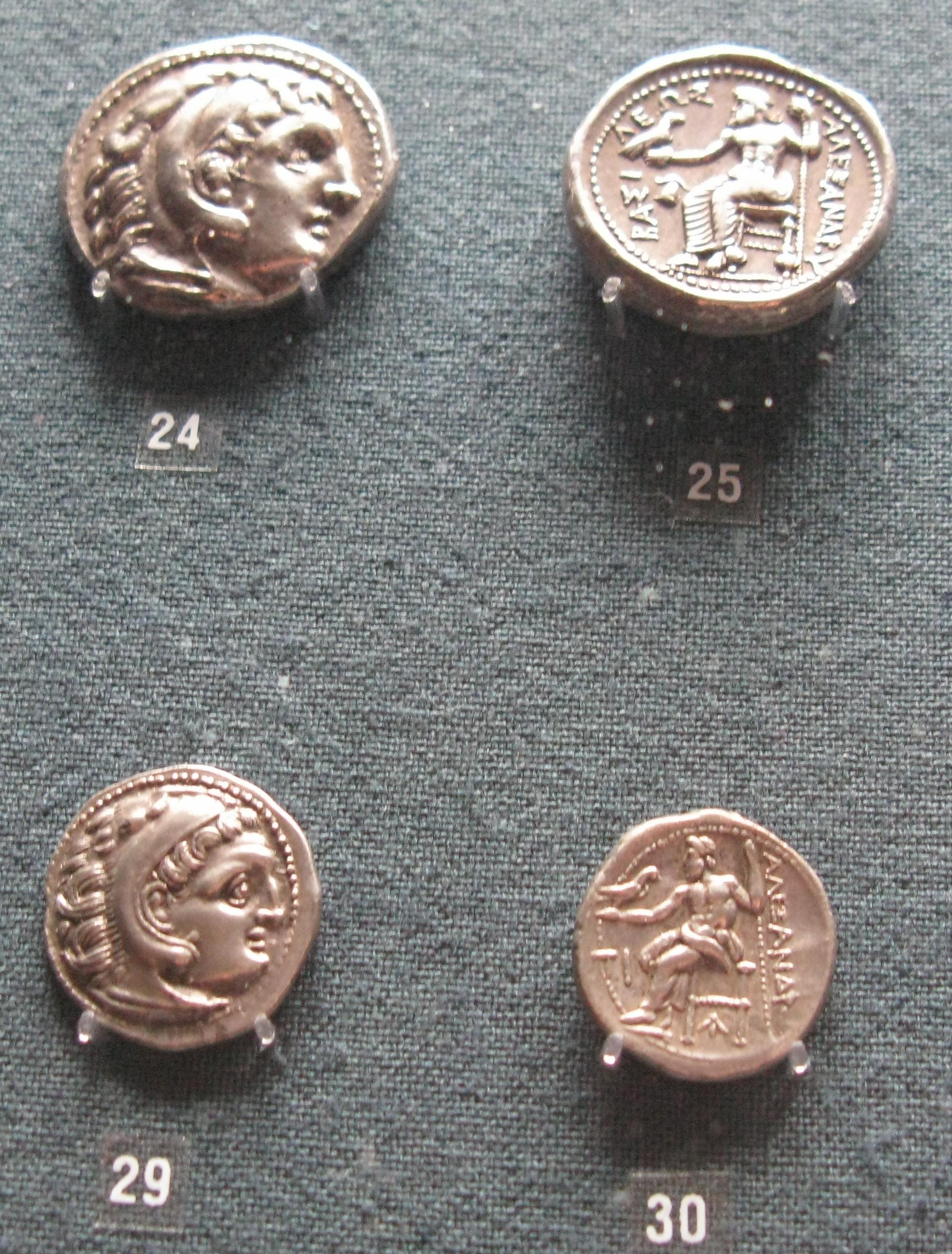
24, 25 — тетрадрахмы; 29, 30 — драхмы. Они появились при Александре Македонском. Нумизматический музей Афин, Греция.

Чеканка серебряных монет началась во время правления Александра I. Они использовались для императорских трат. Архелай Македонский увеличил содержание серебра в монетах и начал чеканить медные монеты, чтобы привлечь торговцев как из других частей Македонии, так и из других стран. Чеканка монет значительно увеличилась при Филиппе II и Александре Македонском, особенно после повышения цен на ренту в Пангеоне, повлекшее за собой волну конфискаций.
Знатные дома Македонии, Птолемейского Египта и Пергамского царства держали полную монополию на добычу ценных металлов с целью снабжения своих армий. К концу походов Александра Македонского, от Македонии до Вавилонии простиралось около 30 монетных дворов. Право на чеканку монет выдавалось или центральной властью, или (реже) местным правительством. Македония была первой страной, где для внутренней и внешней торговли производились разные монеты.

## Происхождение
Учёные, дискутирующие о том, являлась ли Древняя Македония эллинистическим государством, ссылаются как на свидетельства античных авторов, так и на лингвистический материал. Накопленный лингвистический и исторический материал позволяет отнести македонян к греческой ветви народов. Ниже представлены некоторые как сторонники принадлежности македонян к греческой ветви народов, так и противники этого.

### Сторонники близости македонян и греков

#### Древнегреческая литература
Диалог между афинянином и македонянином в комедии «Македоняне» (V века до н. е., поэт Страттис) идет на греческом языке. Географ Теофраст ссылается на разговоры с простыми людьми из Македонии, драматург Еврипид жил и провёл последние годы в Македонии. Греческие пьесы играли в Македонии, в частности пьесы Еврипида «Архелай» и «Вакханки» впервые выполнили на сцене в Дионе. Нигде нет упоминаний о серьёзном языковом барьере, только редкие свидетельства о различии в произношении. Македоняне вместо придыхательного звука φ [ph] произносили звонкое β [b], например Геродот замечает:

«По словам македонян, пока фригийцы /Φρύγες/ жили вместе с ними в Европе, они назывались бригийцами /Βρίγες/».

#### Геродот
Согласно некоторым толкованиям, Геродот указывает на дорийское происхождения македонян:

«После изгнания из Гистиеотиды кадмейцами дорийцы поселились вблизи поднятий и назывались теперь македнами. Отсюда это племя снова переселилось в Дриопиду, а оттуда прежде всего в Пелопоннес, где и приняло имя дорийцев».

Однако, существуют различные трактовки названия македны, которую нельзя считать обычным синонимом греческого имени македонян. Кроме того, возможен другой перевод приведённого фрагмента, согласно которому «дорийцы поселились вблизи Пидна в области, называемой Македонией».
В другом месте Геродот утверждает, что по крайней мере правящая династия Македонии имела греческое происхождение:

«А то, что эти македонские цари, потомки Пердикки I, — действительно эллины, утверждают не только они сами, но и я убеждён в этом. Кроме того, и судьи Олимпийских соревнований признали это. Когда Александр I захотел принять участие в соревнованиях и для этого прибыл в Олимпию, то эллины, участники соревнований, требовали его исключения. Эти соревнования, говорили они, для эллинов, а не для варваров. Александр взамен доказал, что он аргосец, и судьи признали его эллинское происхождение».

#### Фукидид
Историк Фукидид лично посещал Македонию в конце V века до н. э. и не подвергает сомнению эллинское происхождение (из Аргоса) македонских царей. Однако можно рассматривать те же данные как аргумент против эллинского происхождения македонян: сам факт, что эллинское происхождение династии приходилось доказывать, означает, что принадлежность династии, и тем более самой Македонии, к эллинскому миру вовсе не была для греков чем-то очевидным. К тому же, как доказательство происхождения у Геродота приводится только легенда с достаточно сказочной окраской о том, как в отдалённом прошлом вследствие очень необычных обстоятельств трое братьев, изгнанные из Аргоса, получили македонский престол.

#### Эсхин
Что касается Олимпийских соревнований, существует эпизод в речи Эсхина «О преступном посольстве» (середина IV века до н. э.), где македонян обвиняли в нарушении священного для всех греков Олимпийского перемирия. Македоняне, конечно, варвары, поскольку нарушили обычай, но ещё более странным было бы обвинять в святотатстве действительных варваров. При Александре Великом (328 год до н. э.) уже даже простые македоняне отмечены среди победителей Олимпиад.

#### Гесиод
Поэт Гесиод (VIII-VII века до н. э.) в «Каталоге женщин» в мифическом изложении указывает на родство македонян и фессалийцев (племя магнетов):

«Фия, что приняла зачатия от радостногромового Зевса, 

Двое сыновей родила: Македон конеборный с Магнетом, 

В Пиерийском крае жили около Олимпа».

По Гесиоду прародителями основных греческих племён был Эллин, брат Фии. Совсем отличные от греков народы произошли от камней, бросаемых прародителем человечества Девкалионом, отцом Эллина и Фии.
Греческий историк Гелланик посетил Македонию в V веке до н. э. и вывел македонцев потомками мифического Эола, прародителя эолийцев и сына Эллина. Другим сыном Эллина был Дор, прародитель дорийцев. Пожалуй, если даже различия в языке и существовали, то не настолько большие, чтобы заставить усомниться историка в греческих корнях македонян.

#### Персы
Персы в 492 году до н. э. (время правления Дария I) именовали македонян греками в шляпах от солнца (Yaunâ takabarâ, Yaunâ — происходит от названия греков-ионийцев, живших в Малой Азии), что подтверждается в древнеперсидской надписи о племенах, подвластные Дарию. Македоняне носили национальные широкополые шляпы, кавсы, а других отличий от греков персы, вероятно, не замечали.

#### Страбон
Страбон, географ начала I века н. э., описывал македонян как разные варварские племена, покорённые греками под началом первых македонских царей династии Аргеадов. Часть его труда, посвящённая Македонии, не сохранилась, но уцелели цитаты более поздних авторов. Страбон писал:

«Македония, конечно, часть Греции, даже теперь [после римского завоевания]. Но поскольку я придерживаюсь природы и расположения мест географически, я решил описать её отдельно от остальных частей Греции и присоединить к той части Фракии, которая граничит с ней».

#### Тит Ливий
Древнеримский историк Тит Ливий на рубеже нашей эры цитирует македонского посла III века до н. э., который называет македонян людьми одного языка с этолийцами и акарнянами, то есть греками:

«Этолийцы, акарнаны, македоняне говорят все на одном языке, сегодня они поссорились и разошлись, завтра — снова объединились…»

#### Плутарх
Плутарх употреблял выражение, которое современные лингвисты не могут точно перевести и который означает то ли македонский язык, то ли македонский говор. Однако из его описания похода Александра Македонского можно сделать вывод, что македоняне разговаривали на греческом языке:

«С этой же целью он отобрал тридцать тысяч мальчиков и поставил над ними многочисленных наставников, чтобы научить их греческой грамоте [греческого языка в английском переводе] и обращению с македонским оружием».

#### Имена
Анализ немецкого лингвиста Отто Хофмана имён 40 македонцев, отражённых в надписи от 423 до н. э. (по поводу союза между Афинами и македонским царём Пердиккой II):

«Одно имя, вероятно, фракийского происхождения, ещё одно неясного происхождения. Все остальные имена имеют красивую чёткую эллинистическую структуру, и только два из них, Неоптолем и Мелеагр, могли быть заимствованы из эллинской мифологии»

Хофман отмечает, что македонские слова, отличные от греческих, принадлежат к узкому кругу названий животных, растений, одежды, военной амуниции, то есть того круга, где существует высокая вероятность заимствований извне. Проведённый анализ приводит лингвиста к выводу: македонские слова греческого звучания не являются заимствованиями из известных диалектов Эллады, но сформировались самостоятельно как другие диалекты из единой основы, возможно, протогреческого языка. Наличие фракийских имён не должно удивлять, считается, что после вытеснения фракийцев многие из них остались проживать среди македонцев.
Другой источник македонских имён — надписи на могильных камнях античного кладбища вблизи обнаруженных в 1977 году в Вергине царских склепов Филиппа II и его матери. Камни, датируемые второй половиной IV века до н. э., украшали могилы простых македонцев, мужчин и женщин. Идентифицировано 75 имён, все они греческие.

#### Надписи
В Македонии найдены надписи на греческом, но не обнаружено ни одной надписи на негреческом языке (до периода римского завоевания). Особенно важно Пеллское заклинание (греч. Κατάδεσμος — Катадесмос) на свинцовой пластинке, обнаруженное в 1986 году в столице Древней Македонии городе Пелла (опубликовано впервые в 1993 году) и датированное IV или III веками до н. э. В заклинании некая женщина низкого социального статуса просит демонов разрушить брак какого-то Дионисофена на Фетиме. Послание написано на языке, представляющем собой разновидность дорического диалекта (северо-западный диалект греческого), причём отличного от других форм дорического диалекта, что свидетельствует о македонском, а не чужеземном происхождении автора.

#### Высказывания современников
Из речи Эсхина «О преступном посольстве» узнаём, что Аминта III, дед Александра Македонского и незначительный в то время македонский царь, имел право на участие в общегреческом Конгрессе в Спарте, который состоялся в 371 году до н. э. При этом Эсхин не отделяет македонян от греков:

«Он /то есть Аминта/ присоединился к другим грекам в голосовании».

В письме Дарию Александр Македонский заявляет:

«Твои предки вторглись в Македонию и остальные части Греции».

Поэтому македоняне считали себя родственными с греками, хотя греки не желали признавать невежественных в культуре, грубых нравами родственников, пока те вдруг не прославили Элладу блестящим блицкригом в Азии.

### Противники близости македонян и греков
Македонцев греки называли варварами, но из контекста воспалительных политических речей видно, что имеется в виду другой культурный и политический уровень македонян, а также желание унизить сильного врага. Признаком варварства в понятиях греков было отсутствие демократического правления и наследственные цари Македонии, но отнюдь не исключительно чужой язык. Также эпиротов Фукидид называет варварами, хотя основные Эпирские племена считаются ныне носителями греческого языка. Часто цитируется фраза Демосфена с его 3-й филиппики:

«И вы должны осознавать, что бы греки не перенесли от лакедемонян или от нас, был нанесён истинным народом Греции, и это должно восприниматься так же, как если бы законопослушный сын, унаследовавший богатство, сделал ошибку в распоряжении им; основываясь на этом, следует ожидать от него способности к исправлению ошибок, к тому же нельзя сказать, что он был чужаком и не является наследником собственности, с которой имеет дело. Но если бы раб или безумный ребёнок тратил и портил то, в чём он не заинтересован — Небеса! С каким отвращением и ненавистью все заявят об этом! Однако что касается Филиппа и его деяний, они этого не чувствуют, хотя он не только не грек и никоим образом не близок к грекам, но даже не варвар из мест, достойных упоминания, в действительности, мерзкий человек из Македонии, откуда раньше невозможно было купить приличного раба».

Однако другой афинский оратор Исократ в речи «К Филиппу» делает упор на эллинское происхождение македонского царя, хотя и отказывает в том же простым македонянам на том основании, что «эллины не привыкли к власти над собой одного человека, в то время как другие народы способны распоряжаться своими жизнями без такого правления». Другой часто цитируемый аргумент — цитата из Плутарха:

«Александр уже не мог сдержать гнева: схватив лежащее у него яблоко, он бросил им в Клита и стал искать свой кинжал. Но поскольку один из охранников, Аристофан, успел вовремя убрать кинжал, а все остальные окружили Александра и умоляли его успокоиться, он вскочил, по-македонски позвал царскую стражу (это был условный знак крайней опасности), велел трубачу подать сигнал тревоги».

Этот аргумент свидетельствует о том, что разговоры в свите царя велись на греческом, и условное слово опасности вовсе могло быть не столько македонским, сколько жаргонным. Из различия македонского и греческого языков не следует делать вывод об их несовместимости.
Отрывок из «Истории Александра», написанной древнеримским писателем Квинтом Курцием Руфом:

«Тогда царь, пристально посмотрев на него, сказал: „Судить тебя будут македоняне, я спрашиваю, будешь ли ты говорить с ними на родном языке?“ На это Филотий ответил: „Кроме македонцев есть много других, которые, я думаю, лучше поймут меня, если я буду говорить на том же языке, на котором говорил и ты, и не ради чего другого, как чтобы быть понятным для большинства“. Тогда царь сказал: „Видите, какая мерзость у Филота даже к языку его родины? Он один пренебрегает его изучением. Но пусть говорит, как ему угодно, помните только, что нашими обычаями он пренебрегает так же, как и нашим языком“».

Однако существуют обоснованные подозрения, что Курций придумал эффектные сцены, пытаясь написать скорее художественное произведение, чем исторический трактат. Если ход событий излагается вполне вероятно, этого нельзя сказать о многочисленных разговорах, вложенных в уста исторических персонажей.
Описывая войско македонского царя Пердикки в одном из эпизодов Пелопоннесской войны, Фукидид различает эллинов, живущих в Македонии, от собственно македонян:

В это время Брасид и Пердикка вместе совершили вторичный поход против Аррабея. Пердикка вёл за собой войска подвластных ему македонян, а также гоплитов из эллинов, живущих в Македонии; Брасид кроме пелопоннесцев, что оставались у него, взял с собой халкидян,
аканфян и всё, что доставили другие города по мере своих сил.

Чуть позже Фукидид заставляет спартанского военачальника Брасида называть македонян «варварами»:

Что касается варваров, которых по неопытности вы боитесь, то после боёв, которые вы имели раньше с варварами македонскими, следует знать, что они не будут страшными.

Эти цитаты приводятся в качестве доказательства того, что только правящая династия Македонии имела греческое происхождение. В других местах Фукидид всё-таки различает также македонян и (чистых) варваров, отмечая, например:

«… македоняне и масса варваров вдруг были охвачены ужасом».

Согласно Плутарху, во время конфликта с недовольными македонянами Александр Македонский воскликнул, обращаясь к двум грекам из своего окружения:

«Не кажется ли вам, что греки прогуливаются среди македонян, словно полубоги среди диких зверей?»